# Vittoria d'Assia-Darmstadt
Vittoria Alberta Elisabetta Matilde Maria d'Assia e del Reno (Castello di Windsor, 5 aprile 1863 – Kensington Palace, 24 settembre 1950) in seguito Vittoria Mountbatten, marchesa di Milford Haven, fu una principessa del Granducato d’Assia e del Reno.
Fu la prima figlia di Luigi IV, granduca d'Assia e del Reno e della prima moglie, principessa Alice del Regno Unito di Gran Bretagna e Irlanda; sua sorella era la zarina Aleksandra Fëdorovna, moglie dell'ultimo zar, Nicola II Romanov. Il primo nome le venne dato dalla madre in onore della nonna materna, la regina Vittoria del Regno Unito, ed il secondo in ricordo del nonno materno, principe Alberto di Sassonia-Coburgo-Gotha.
La madre morì mentre il fratello e le sorelle erano ancora piccoli, il che la costrinse anticipatamente a prendersi delle responsabilità nei confronti dei suoi fratelli. Contrasse un matrimonio d'amore con il cugino del padre, principe Luigi di Battenberg, un ufficiale della Royal Navy del Regno Unito, e spese la maggior parte della sua vita coniugale in varie parti d'Europa, negli scali portuali del marito e visitando i molti parenti reali.
Durante la prima guerra mondiale, lei ed il marito abbandonarono i loro titoli nobiliari tedeschi e adottarono il cognome maggiormente anglofono Mountbatten, che era la semplice traduzione in inglese del tedesco Battenberg; nello stesso periodo due delle sue sorelle, che avevano sposato membri della famiglia reale russa, furono assassinate dai rivoluzionari bolscevichi. In famiglia Vittoria era considerata liberale all'apparenza, limpida, pratica e brillante.
Era la nonna materna del principe Filippo, duca di Edimburgo, il marito della regina Elisabetta II.

## Biografia

### Infanzia ed educazione

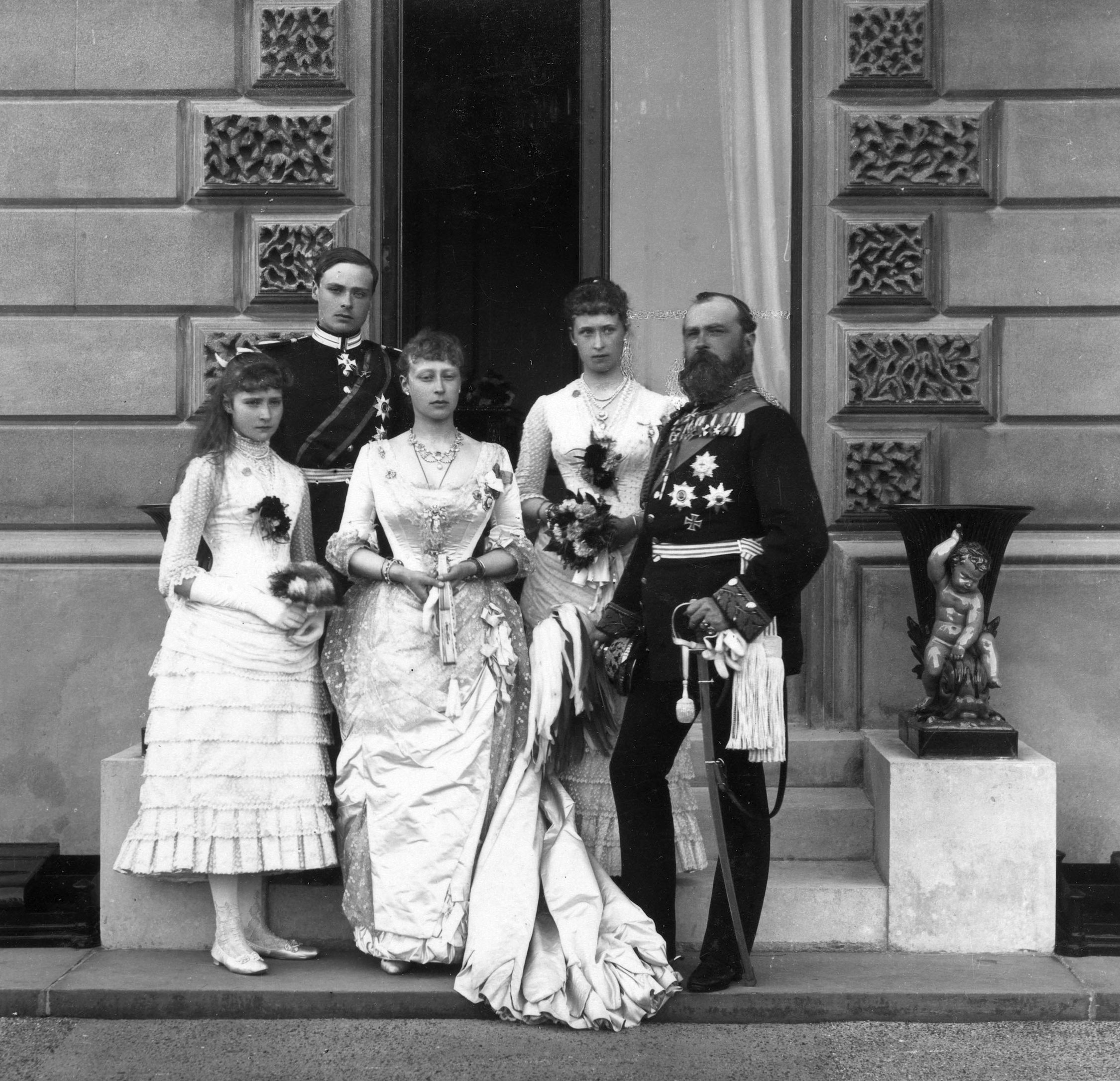
Vittoria d'Assia (in prima fila al centro) con le sue sorelle, suo fratello e suo padre Luigi IV.

Vittoria nacque la domenica di Pasqua al castello di Windsor alla presenza della nonna materna, la regina Vittoria; venne battezzata con rito luterano nelle braccia della regina il 27 aprile. Passò la sua infanzia a Bessungen, in Germania, ma quando aveva tre anni la famiglia andò ad abitare il nuovo palazzo a Darmstadt, dove condivise una stanza con la sorella più piccola, Ella, fino all'età adulta. Ricevette un'elevata educazione privata e, per tutta la vita, fu un'avida lettrice.
Durante l'invasione prussiana dell'Assia nel giugno 1866 venne mandata in Inghilterra, assieme alla sorella Ella, a vivere con la nonna fino al momento in cui le ostilità non finirono con l'assorbimento dell'Assia-Kassel (o Assia-Cassel) e parte dell'Assia-Darmstadt nella Prussia. Durante la guerra franco-prussiana del 1870 furono allestiti degli ospedali militari al piano terra del palazzo; Vittoria ricordò di quel periodo l'aiuto alla madre nelle cucine e la scottatura che si procurò sul braccio con della zuppa calda, nonché il freddo intenso di quell'inverno. Nel 1872, al fratello di diciotto mesi di Vittoria, Frittie, venne diagnosticata l'emofilia. La diagnosi giunse come uno shock all'interno delle famiglie regnanti d'Europa; erano passati vent'anni da quando la regina Vittoria diede alla luce un figlio emofiliaco, il principe Leopoldo, duca di Albany, e questo era il primo indizio che la patologia del sangue nella famiglia reale era ereditario. L'anno seguente Frittie cadde da una finestra su uno scalino di pietra e morì: fu la prima di molte tragedie famigliari che tormentarono Vittoria.
Nel 1878 Vittoria contrasse la difterite. La sorella Ella venne immediatamente allontanata dalla loro stanza e fu l'unica della famiglia a scampare alla malattia. Per molti giorni la madre assistesse Vittoria e gli altri membri della famiglia, ma una sorella, Marie, morì. Appena tutti sembrarono riprendersi la madre di Vittoria si ammalò e morì il 14 dicembre, anniversario della morte del principe Alberto. Nella veste di figlia maggiore, Vittoria assunse in parte il ruolo di madre per i bimbi più piccoli e di compagna per il padre. In seguito scrisse: «La morte di mia madre fu una perdita irreparabile [...] La mia fanciullezza finì con la sua morte, perché io divenni la più grande e la più responsabile.»

### Matrimonio
Agli incontri di famiglia, Vittoria aveva spesso incontrato il cugino Sua Altezza Serenissima principe Luigi di Battenberg, un membro di un ramo morganatico della famiglia reale assiana che adottò la nazionalità britannica e serviva come ufficiale nella Royal Navy. Nell'autunno del 1882 si incontrarono nuovamente a Darmstadt e si fidanzarono l'estate seguente.

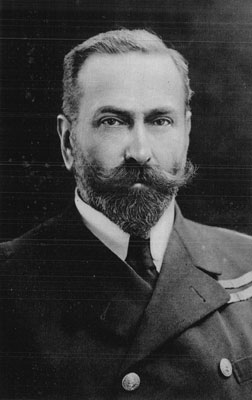
Il marito, Luigi di Battenberg, sposato nell'aprile 1884 e che sarebbe poi diventato Primo lord del mare nel 1912-1914, dovendo poi cambiare il suo cognome per le sue origini tedesche, diventando "Mountbatten". Era il nonno di Filippo di Edimburgo, futuro re consorte del Regno Unito.

Rinviate leggermente le nozze a causa della morte del Duca di Albany, Vittoria sposò il principe Luigi il 30 aprile 1884 a Darmstadt. Il padre di lei non approvava però l'unione: a suo avviso il genero aveva pochi soldi e lo avrebbe privato della compagnia della figlia, visto che la coppia, naturalmente, avrebbe vissuto all'estero in Gran Bretagna. Nonostante questo, Vittoria, che aveva uno spirito indipendente, si curò ben poco del dispiacere del padre. Sorprendentemente, la stessa sera il padre di Vittoria sposò segretamente la sua amante non blasonata, Alessandrina de Kolemine, l'ex moglie dell'incaricato d'affari russo a Darmstadt. Il matrimonio con una donna non nobile e divorziata lasciò di stucco i reali d'Europa riuniti tanto che, attraverso diplomatici e pressioni famigliari, il granduca fu costretto a richiedere l'annullamento del matrimonio.
Vittoria e la sua famiglia vissero in una serie di case a Chichester, Walton-on-Thames, Schloss Heiligenberg e Jugenheim. Quando il principe Luigi stava prestando servizio con la flotta del Mediterraneo, lei spese qualche inverno a Malta. Nel 1887, Vittoria contrasse la febbre tifoide, ma, dopo essere stata accudita dal marito durante la malattia, si riprese sufficientemente per partecipare in giugno a Londra alle celebrazioni del giubileo d'oro della regina Vittoria. Lei era appassionata di scienze e tracciò una mappa geologica di Malta ed inoltre partecipò a scavi archeologici sia sull'isola che in Germania. In volumi rilegati in pelle lei teneva meticolosamente nota dei libri che leggeva, il che rivelava un'ampia gamma di interessi, compresa la filosofia socialista.
Insegnava personalmente ai propri figli e spiegava loro le nuove idee ed invenzioni del suo tempo; diede personalmente lezioni al figlio minore, Luigi, fino all'età di dieci anni. Egli disse della madre che era
Nel 1906 volò su un dirigibile Zeppelin, e ancora più temerariamente, in seguito volò su un biplano benché «non fosse stato costruito per trasportare passeggeri, e noi ci appollaiammo saldamente su un piccolo sgabello alle spalle dell'aviatore.» Fino al 1914 Vittoria visitò regolarmente i propri parenti all'estero, tanto in Germania quanto in Russia, comprese le due sorelle che si erano sposate all'interno della famiglia reale russa: Ella, che si era maritata con il granduca Sergej Aleksandrovič Romanov, e Alix, moglie dello zar Nicola II di Russia. Vittoria fu una delle parenti di Alix che tentò di persuaderla a uscire dalla sfera di influenza di Rasputin. Allo scoppio della guerra tra Germania e Gran Bretagna nel 1914, Vittoria e la figlia Luisa erano in Russia a Ekaterinburg. Con treni e traghetti viaggiarono fino a San Pietroburgo e da lì, attraverso Tornio, a Stoccolma; navigarono fino a Bergen, Norvegia, su «l'ultima nave» di ritorno in Gran Bretagna.

### Ultimi anni e morte

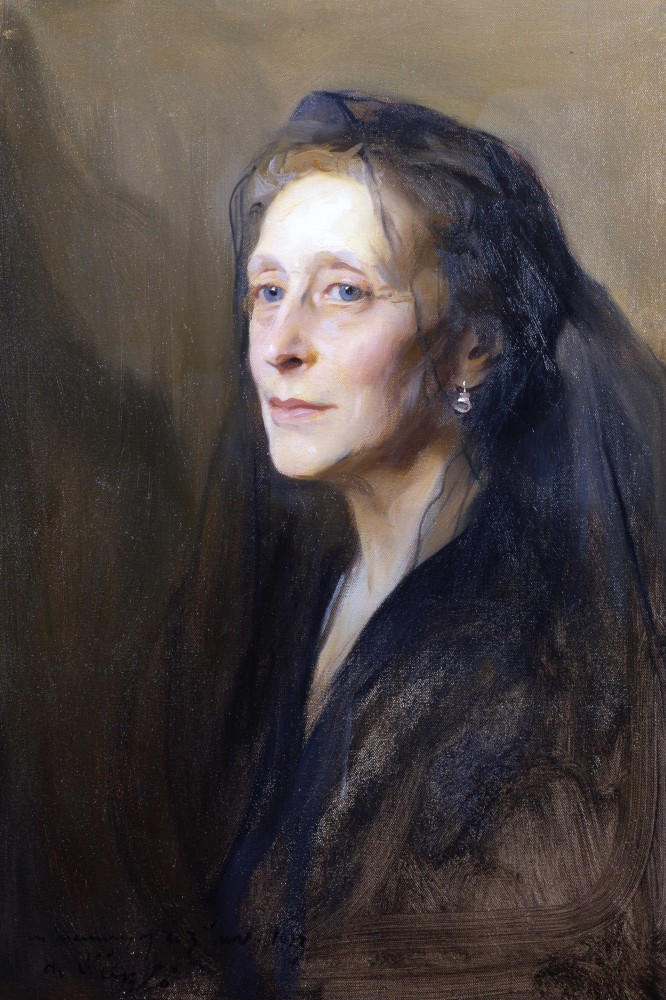
Ritratto di Vittoria, marchesa di Milford Haven di Philip de László

Il principe Luigi venne forzato a rassegnare le dimissioni dalla marina militare all'inizio della guerra, quando le sue origini tedesche divennero motivo d'imbarazzo; durante gli anni della guerra la coppia si ritirò a Kent House sull'isola di Wight, che Vittoria aveva ricevuto dalla zia, la principessa Luisa, duchessa di Argyll. Vittoria si lamentò delle forzate dimissioni del marito con il governo «in cui riponeva ben poco rispetto e fiducia». Lei non si fidava del Primo Lord dell'Ammiragliato, Winston Churchill, in quanto lo riteneva inaffidabile – una volta aveva preso in prestito un libro e non lo aveva restituito. La continua ostilità dell'opinione pubblica nei confronti della Germania, spinse il re Giorgio V del Regno Unito a rinunciare ai suoi titoli tedeschi, e, allo stesso tempo, il 14 luglio 1917, Luigi e Vittoria rinunciarono ai loro, assumendo come loro cognome la versione anglicizzata di Battenberg: Mountbatten. Tre giorni dopo Luigi venne nobilitato dal re come marchese di Milford Haven. Durante il conflitto, due sorelle di Vittoria, Alessandra, zarina di Russia, ed Elisabetta, granduchessa di Russia, furono assassinate nella rivoluzione russa, ed il fratello, Ernesto Luigi, granduca d'Assia, fu deposto. Nella sua ultima visita in Russia nel 1914, Vittoria passò dalla casa ad Ekaterinburg (Casa Ipat'ev), in cui Alix sarebbe stata uccisa 4 anni dopo. Il corpo di Alessandra non venne mai ritrovato durante la vita di Vittoria, mentre nel gennaio 1921, dopo un lungo e travagliato viaggio, il corpo di Elisabetta fu sepolto a Gerusalemme alla presenza di Vittoria.

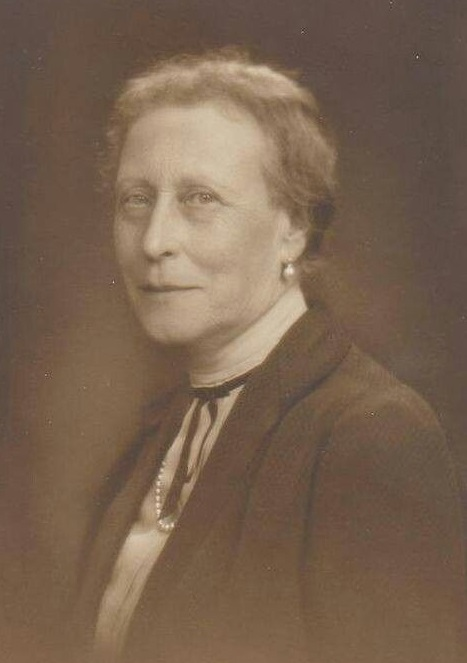
Vittoria d'Assia nel 1920

Più tardi, quello stesso anno, il marito di Vittoria morì a Londra. Dopo averla incontrata al Club Navale e Militare a Piccadilly, si lamentò di non sentirsi molto bene e Vittoria lo persuase a riposarsi in una stanza che aveva prenotato in una dépendance del club. Chiamò un dottore, che gli prescrisse alcuni medicinali e Vittoria uscì per comprarli da un farmacista in zona. Quando fu di ritorno Luigi era morto. Nella sua vedovanza, tre anni dopo la fine della guerra, Vittoria si trasferì in una graziosa residenza a Kensington Palace e, secondo le parole del suo biografo, «divenne una figura matriarcale centrale nelle vite dei reali sopravvissuti d'Europa». Nel 1930, la figlia maggiore, Alice, ebbe un esaurimento nervoso e le venne diagnosticata una schizofrenia. Nel decennio successivo Vittoria fu largamente responsabile dell'istruzione ed educazione del suo nipote Filippo, durante la separazione dei genitori e l'internamento della madre. Il principe Filippo ricordò, «ho voluto molto bene a mia nonna e lei mi era sempre d'aiuto. Era molto buona con i bambini [...] Aveva un approccio pratico con loro. Li trattava nel modo giusto – una giusta combinazione di razionalità ed emozioni.»
Nel 1937 il fratello di Vittoria, Ernesto Luigi, morì; subito dopo la cognata vedova morì in un incidente aereo ad Ostenda, assieme al figlio ed alla sua famiglia (tutti nipoti di Vittoria). Una nipote di Vittoria, la principessa Cecilia di Grecia e Danimarca (figlia di Alice di Battenberg, primogenita di Vittoria), aveva sposato un nipote di Vittoria (figlio di Ernesto Luigi), Giorgio Donato d'Assia. Loro e i due giovani figli, Luigi ed Alessandro, furono tutti uccisi nell'incidente. Cecilia era incinta in quel momento ed il feto, nato morto, venne ritrovato tra le macerie. La figlia più giovane di Cecilia, Giovanna, che non era sull'aereo, fu adottata dallo zio principe Luigi d'Assia e del Reno, ma la piccola sopravvisse solo per diciotto mesi ai suoi genitori, morendo nel 1939 di meningite.
Un'altra tragedia seguì ben presto quando il figlio di Vittoria, Giorgio, morì di un cancro alle ossa l'anno seguente. La nipote, Lady Pamela Hicks, ricordò le lacrime della nonna. Nella seconda guerra mondiale, Vittoria fu costretta dai bombardamenti a lasciare Kensington Palace, ed alloggiò per un po' di tempo al Castello di Windsor assieme a re Giorgio VI. Il figlio Luigi e due dei suoi nipoti prestavano servizio nella Royal Navy, mentre i suoi parenti tedeschi combattevano sull'altro fronte. Passò la maggior parte del suo tempo leggendo e preoccupandosi per i figli; la figlia Alice era rimasta nella Grecia occupata e non fu in grado di comunicare con la madre per quattro anni, nel culmine della guerra. Dopo la vittoria degli Alleati, al figlio Luigi venne offerta la carica di viceré dell'India, ma lei era fortemente contraria al fatto, sapendo che ricoprire quella posizione sarebbe stato difficile e pericoloso. Egli accettò comunque.
Si ammalò di bronchite (fumò fino all'età di sessant'anni) a casa del figlio Luigi a Broadlands, nello Hampshire, nell'estate del 1950. Dicendo che «è meglio morire a casa», Vittoria ritornò a Kensington Palace, dove morì. Venne sepolta quattro giorni più tardi nella chiesa di St. Mildred, a Whippingham sull'isola di Wight.

## Discendenza
La principessa Vittoria d'Assia e Luigi di Battenberg ebbero quattro figli:
| Nome    | Data di nascita  | Data di morte   | Note |
| ------- | ---------------- | --------------- | --- |
| Alice   | 25 febbraio 1885 | 5 dicembre 1969 | sposata nel 1903 con il principe Andrea di Grecia; ebbe dei figli. Fu madre del Principe Filippo, consorte della Regina Elisabetta II |
| Luisa   | 13 luglio 1889   | 2 marzo 1965    | sposata nel 1923 con re Gustavo VI Adolfo di Svezia (come seconda moglie); ebbe una figlia nata morta.                                |
| Giorgio | 6 novembre 1892  | 8 aprile 1938   | sposato nel 1916 con la contessa Nadejda Michajlovna de Torby; ebbe dei figli.                                                        |
| Louis   | 25 giugno 1900   | 27 agosto 1979  | sposato nel 1922 con Edwina Ashley; ebbe dei figli.                                                                                   |

## Eredità
Con l'aiuto della sua dama di compagnia, baronessa Sophie Buxhoeveden, Vittoria scrisse un memoriale mai pubblicato, conservato nell'archivio Mountbatten all'Università di Southampton, che rimane una fonte interessante per gli storici reali. Una selezione di lettere della regina Vittoria alla nipote sono state pubblicate con i commenti di Richard Hough ed un'introduzione a cura della nipote di Vittoria, Patricia Mountbatten.
Il figlio di Vittoria la ricordò con affetto: «Mia madre capiva le cose al volo, era molto loquace, determinata e polemica. Con il suo magnifico cervello affinava lo spirito delle persone». La nipote la credeva «formidabile, ma che non metteva mai soggezione [...] una donna molto onesta, ricca di buonsenso e modestia.» Vittoria scrisse il suo tipicamente schietto epitaffio alla fine della sua vita nelle lettere e nelle conversazioni con il figlio:

## Titoli e trattamento
- 1863 – 1884: Sua Altezza Granducale, principessa Vittoria d'Assia e del Reno
- 1884 – 1917: Sua Altezza Granducale, la Principessa Luigi di Battenberg
- 14 – 17 luglio 1917: Lady Mountbatten
- 1917 – 1921: The Most Honourable, la Marchesa di Milford Haven
- 1921 – 1950: The Most Honourable, la Marchesa madre di Milford Haven

## Ascendenza
|                                   |                                     |                                                 | Genitori                                        |  |  | Nonni |  |  | Bisnonni         |  |  | Trisnonni       |  |
|                                   |                                     |                                                 |                                                 |  |  |       |  |  | Luigi II d'Assia |  |  | Luigi I d'Assia |  |
|                                   |                                     |                                                 |                                                 |  |  |       |  |  | Luigi II d'Assia |  |  | Luigi I d'Assia |  |
|                                   |                                     | Luisa d'Assia-Darmstadt                         |                                                 |  |  |       |  |  | Luigi II d'Assia |  |  |                 |  |
| Carlo d'Assia                     |                                     |                                                 |                                                 |  |  |       |  |  | Luigi II d'Assia |  |  |                 |  |
|                                   |                                     | Guglielmina di Baden                            | Carlo Luigi di Baden                            |  |  |       |  |  |                  |  |  |                 |  |
|                                   |                                     | Guglielmina di Baden                            | Carlo Luigi di Baden                            |  |  |       |  |  |                  |  |  |                 |  |
|                                   |                                     | Guglielmina di Baden                            | Amalia d'Assia-Darmstadt                        |  |  |       |  |  |                  |  |  |                 |  |
| Luigi IV d'Assia                  |                                     | Guglielmina di Baden                            |                                                 |  |  |       |  |  |                  |  |  |                 |  |
|                                   |                                     | Federico Guglielmo Carlo di Prussia             | Federico Guglielmo II di Prussia                |  |  |       |  |  |                  |  |  |                 |  |
|                                   |                                     | Federico Guglielmo Carlo di Prussia             | Federico Guglielmo II di Prussia                |  |  |       |  |  |                  |  |  |                 |  |
|                                   |                                     | Federico Guglielmo Carlo di Prussia             | Federica Luisa d'Assia-Darmstadt                |  |  |       |  |  |                  |  |  |                 |  |
| Elisabetta di Prussia             |                                     | Federico Guglielmo Carlo di Prussia             |                                                 |  |  |       |  |  |                  |  |  |                 |  |
|                                   |                                     | Maria Anna d'Assia-Homburg                      | Federico V d'Assia-Homburg                      |  |  |       |  |  |                  |  |  |                 |  |
|                                   |                                     | Maria Anna d'Assia-Homburg                      | Federico V d'Assia-Homburg                      |  |  |       |  |  |                  |  |  |                 |  |
|                                   |                                     | Maria Anna d'Assia-Homburg                      | Carolina d'Assia-Darmstadt                      |  |  |       |  |  |                  |  |  |                 |  |
| Vittoria d'Assia-Darmstadt        |                                     | Maria Anna d'Assia-Homburg                      |                                                 |  |  |       |  |  |                  |  |  |                 |  |
|                                   | Ernesto I di Sassonia-Coburgo-Gotha | Francesco Federico di Sassonia-Coburgo-Saalfeld |                                                 |  |  |       |  |  |                  |  |  |                 |  |
|                                   | Ernesto I di Sassonia-Coburgo-Gotha | Francesco Federico di Sassonia-Coburgo-Saalfeld |                                                 |  |  |       |  |  |                  |  |  |                 |  |
|                                   | Ernesto I di Sassonia-Coburgo-Gotha | Augusta di Reuss-Ebersdorf                      |                                                 |  |  |       |  |  |                  |  |  |                 |  |
| Alberto di Sassonia-Coburgo-Gotha | Ernesto I di Sassonia-Coburgo-Gotha |                                                 |                                                 |  |  |       |  |  |                  |  |  |                 |  |
|                                   |                                     | Luisa di Sassonia-Gotha-Altenburg               | Augusto di Sassonia-Gotha-Altenburg             |  |  |       |  |  |                  |  |  |                 |  |
|                                   |                                     | Luisa di Sassonia-Gotha-Altenburg               | Augusto di Sassonia-Gotha-Altenburg             |  |  |       |  |  |                  |  |  |                 |  |
|                                   |                                     | Luisa di Sassonia-Gotha-Altenburg               | Luisa Carlotta di Meclemburgo-Schwerin          |  |  |       |  |  |                  |  |  |                 |  |
| Alice di Sassonia-Coburgo-Gotha   |                                     | Luisa di Sassonia-Gotha-Altenburg               |                                                 |  |  |       |  |  |                  |  |  |                 |  |
|                                   |                                     | Edoardo Augusto di Hannover                     | Giorgio III del Regno Unito                     |  |  |       |  |  |                  |  |  |                 |  |
|                                   |                                     | Edoardo Augusto di Hannover                     | Giorgio III del Regno Unito                     |  |  |       |  |  |                  |  |  |                 |  |
|                                   |                                     | Edoardo Augusto di Hannover                     | Carlotta di Meclemburgo-Strelitz                |  |  |       |  |  |                  |  |  |                 |  |
| Vittoria del Regno Unito          |                                     | Edoardo Augusto di Hannover                     |                                                 |  |  |       |  |  |                  |  |  |                 |  |
|                                   |                                     | Vittoria di Sassonia-Coburgo-Saalfeld           | Francesco Federico di Sassonia-Coburgo-Saalfeld |  |  |       |  |  |                  |  |  |                 |  |
|                                   |                                     | Vittoria di Sassonia-Coburgo-Saalfeld           | Francesco Federico di Sassonia-Coburgo-Saalfeld |  |  |       |  |  |                  |  |  |                 |  |
|                                   |                                     | Vittoria di Sassonia-Coburgo-Saalfeld           | Augusta di Reuss-Ebersdorf                      |  |  |       |  |  |                  |  |  |                 |  |
|                                   |                                     | Vittoria di Sassonia-Coburgo-Saalfeld           |                                                 |  |  |       |  |  |                  |  |  |                 |  |